# حسين مخلوف مخلوف
حسين مخلوف مخلوف (مواليد 1964 في اللاذقية) مهندس مدني وسياسي سوري شغل منصب وزير الموارد المائية في حكومة حسين عرنوس الثانية من 13 كانون الأول 2023 حتى 23 أيلول 2024. كما شغل سابقا منصب وزير الإدارة المحلية والبيئة في حكومات عماد خميس وحسين عرنوس الأولى والثانية من 31 تموز 2016 حتى 13 كانون الأول 2023 ومنصب وزير الإدارة المحلية في حكومة عماد خميس من 3 تموز حتى 31 تموز 2016.

## مناصبه
- مهندس تنفيذ في مشروع شبكات ومفيض سد الثورة باللاذقية بين اعوام 1990و1992.

- مدير فرع دمشق لشركة الساحل للإنشاء والتعمير بين أعوام 2001و2003.

- مدير فرع اللاذقية للشركة العامة للبناء والتعمير بين عامي 2003 و2004.

- مدير عام حوض الساحل بين عامي 2004 و2005.

- مدير عام الهيئة العامة للموارد المائية بين اعوام 2006 و2011 .

- محافظ ريف دمشق بين اعوام 2011و2016 .
- وزير الإدارة المحلية والبيئة بين عامي 2016 و 2023.

يشغل منصب وزير الموارد المائية في الحكومة السورية منذ العام 2023 وحتى الآن.